# Romanswiller
 Romanswiller (en alsacià Rumedswiller) és un municipi francès, situat a la regió del Gran Est, al departament del Baix Rin. L'any 1999 tenia 1.194 habitants.
Forma part del cantó de Saverne, del districte de Molsheim i de la Comunitat de comunes de la Mossig i del Vignoble.

## Demografia
| 1962 | 1968 | 1975 | 1982 | 1990  | 1999  |
| ---- | ---- | ---- | ---- | ----- | ----- |
| 772  | 781  | 765  | 991  | 1.155 | 1.194 |

## Administració
| Període | Identitat            | Partit |
| ------- | -------------------- | ------ |
| 2001-   | Jean-Marie Bodlenner |        |

## Agermanaments
- Sent Front de Pradon

## Galeria

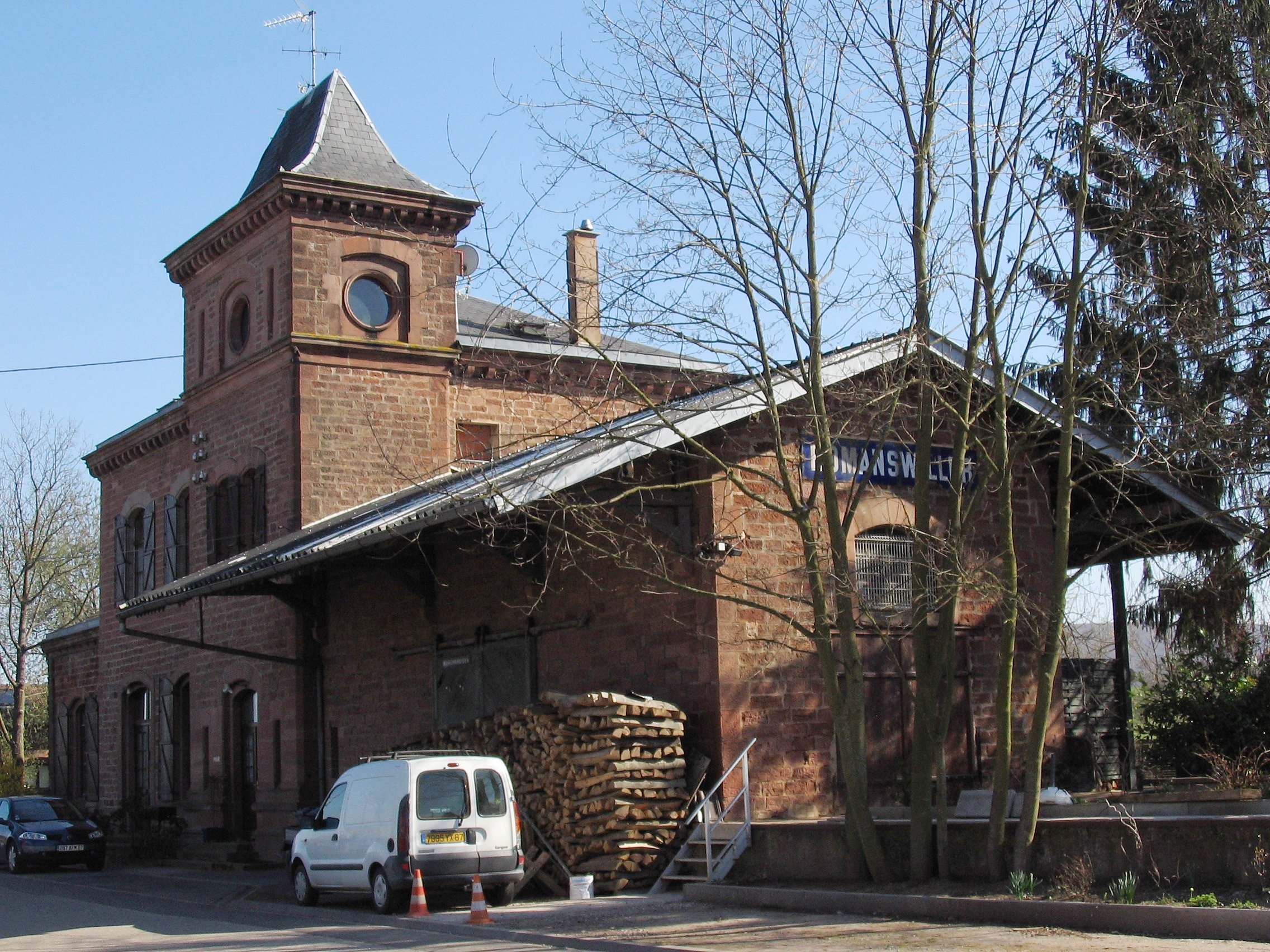
antiga caserna de Romanswiller
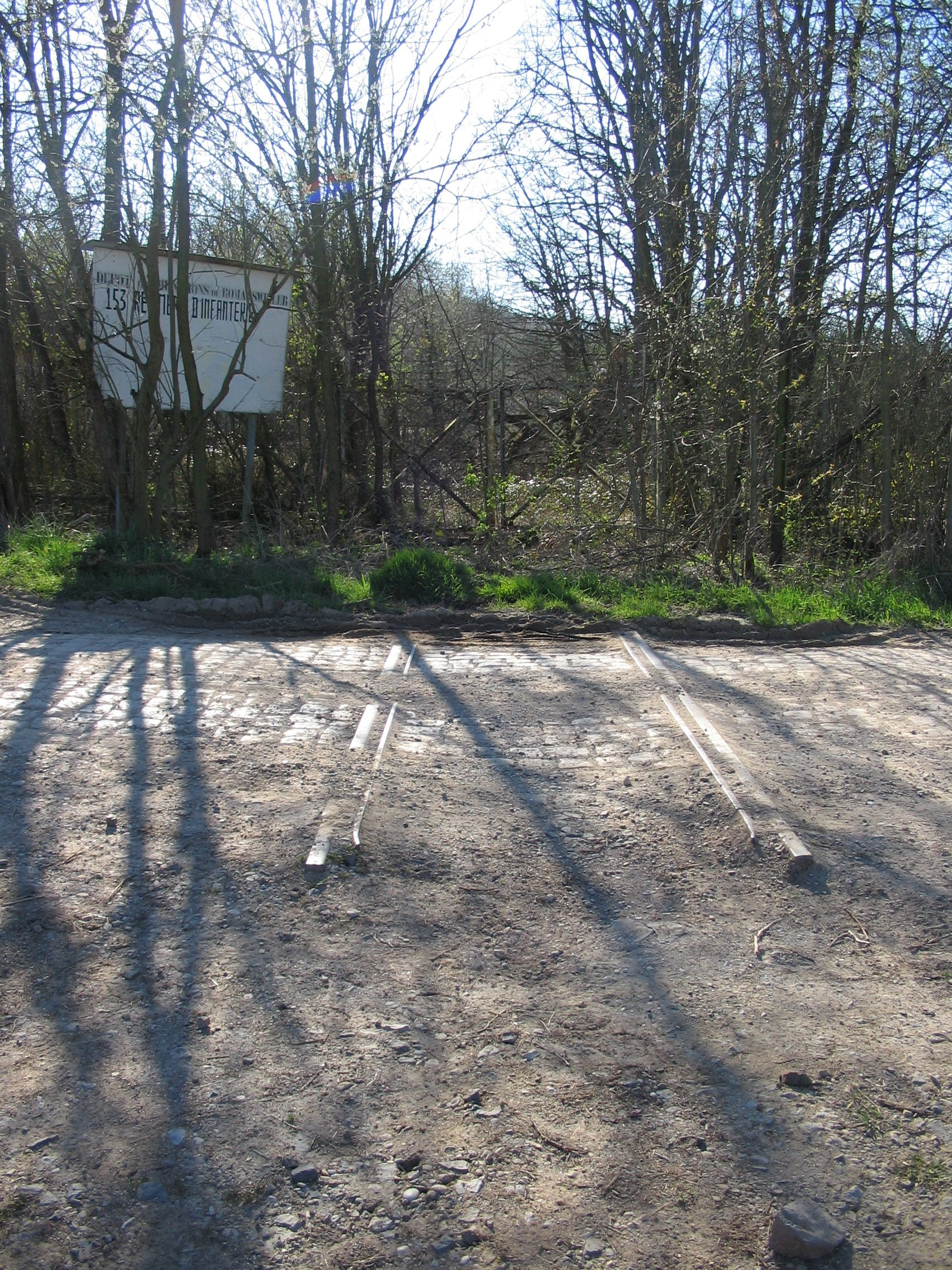
antiga via fèrria militar entrant al camp de Romanswiller
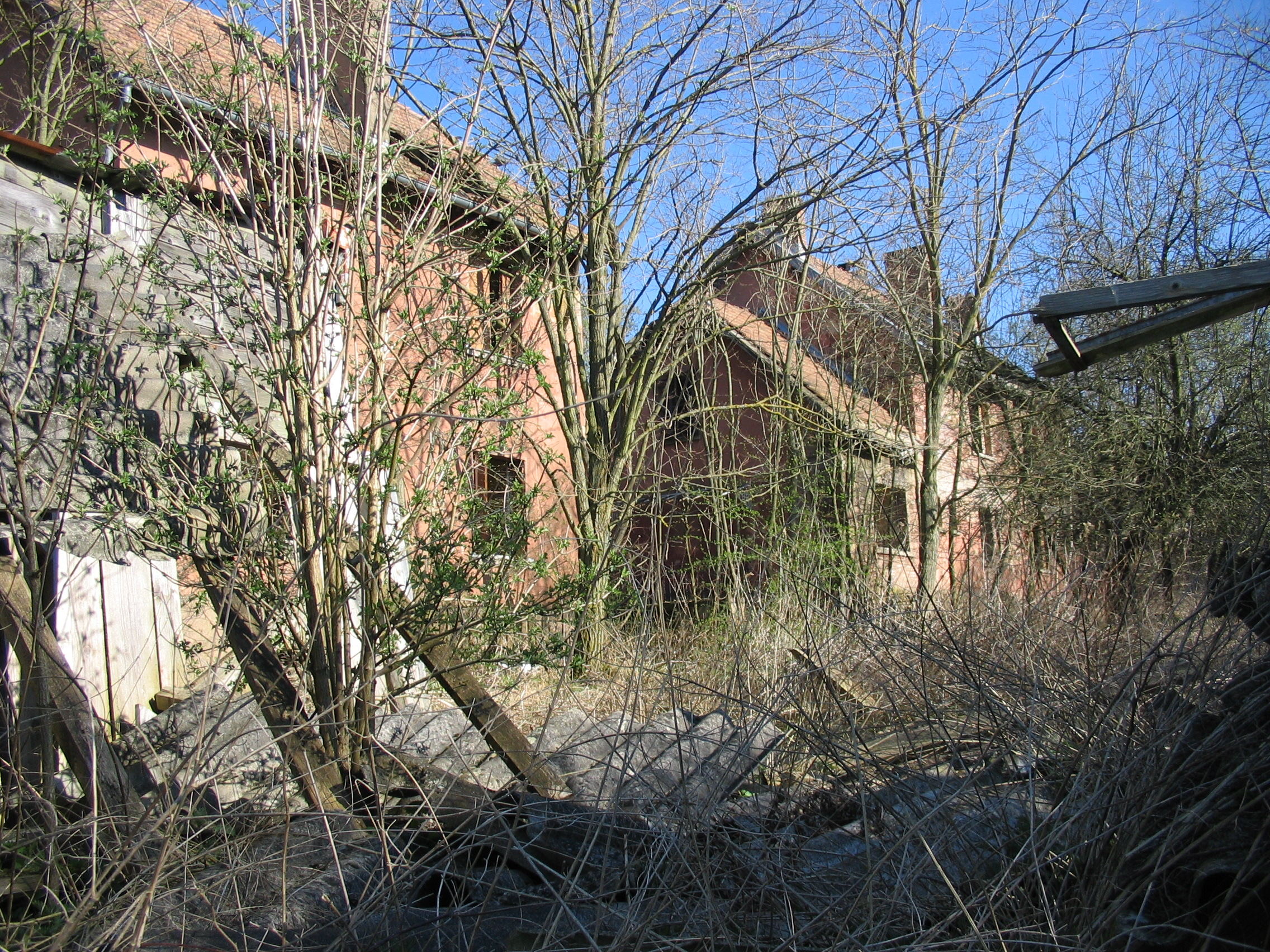
Antic camp militar de Romanswiller